# Walter Flanders
Walter Emmet Flanders (1871 – 1923) è stato un imprenditore statunitense. 
Fu attivo nell'impiego delle macchine utensili e nell'industria automobilistica, e fu uno dei primi esperti nella produzione di massa.
Era nativo del Vermont, e fu un dei più capaci venditori di macchine utensili, sia nell'uso che nel suo sviluppo. Fu assunto alla Ford nell'agosto del 1906  come manager di produzione esperto nel contenere i costi. I termini d'assunzione prevedevano anche che Flanders potesse continuare a vendere macchinari per mezzo di una sua organizzazione personale. Durante il breve periodo (20 mesi) che trascorse nella giovane azienda, indirizzò la sua gestione verso la produzione di massa. Ciò incluse il concetto di produzione fissa mensile, il trasporto di componenti giacenti in magazzino dalla Ford ai suoi fornitori, e il riesame della posizione delle macchine utensili nello stabilimento nell'ottica di indirizzare la produzione considerando la sequenza delle operazioni . Questo lavoro contribuì a portare la Ford, nei cinque anni successivi (1908-1913), a sviluppare il concetto moderno di catena di montaggio.
Flanders lasciò la Ford nell'aprile del 1908  per fondare insieme ad altri soci la Everett-Metzger-Flanders, che fu acquistata dalla Studebaker nel 1910. Più tardi fondò la United States Motor Company e riorganizzò la Maxwell.